# 파키스탄의 세계유산

파키스탄의 세계유산은 세계유산 위원회를 거쳐 유네스코 세계유산에 등재된 파키스탄의 세계유산을 일컫는다. 파키스탄은 1976년 7월 23일 유네스코 조약에 비준한 이래, 6건의 문화유산을 보유하고 있다.

## 목록

### 문화유산
| No. | 사진     | 등록명                                        | 소재지               | 등록년도 | 등록기준      | 유네스코 지정번호 | 비고 |
| 1   |          | 모헨조다로 고고 유적                          | 신드주               | 1980년   | (ⅱ), (ⅲ)      | 138               |      |
| 2   |          | 탁실라                                        | 펀자브주             | 1980년   | (ⅲ), (ⅵ)      | 139               |      |
| 3   |          | 타흐티바히의 불교 유적과 사리바롤의 도시 유적 | 카이베르파크툰크와주 | 1980년   | (ⅳ)           | 140               |      |
| 4   |          | 타타의 역사 기념물                            | 신드주               | 1981년   | (ⅲ)           | 143               |      |
| 5   | 라호르성 | 라호르성과 샬리마르 정원                      | 펀자브주             | 1981년   | (ⅰ), (ⅱ), (ⅲ) | 171               |      |
| 6   |          | 로타스 요새                                   | 펀자브주             | 1997년   | (ⅱ), (ⅳ)      | 586               |      |